# Austrolimnophila interventa
Austrolimnophila interventa är en tvåvingeart som först beskrevs av Frederick Askew Skuse 1890.  Austrolimnophila interventa ingår i släktet Austrolimnophila och familjen småharkrankar. Inga underarter finns listade i Catalogue of Life.